# Валериановая кислота
Валериа́новая кислота́ (пента́новая кислота́, химическая формула — С5Н10О2 или С4Н9СООН) —  cлабая органическая одноосновная предельная карбоновая кислота.
Соли и сложные эфиры валериановой кислоты называют валера́тами.

## Нахождение в природе
Валериановая кислота содержится в корневище и корнях валерианы.

## Изомерия
Валериановая кислота имеет 4 изомера:
- н-пентановая кислота: СН3-СН2-СН2-СН2-COOH
- 3-метилбутановая кислота: СН3-CH(СН3)-СН2-СООН
- 2-метилбутановая кислота: СН3-СН2-CH(СН3)-СООН
- 2,2-диметилпропановая кислота: СН3-С(СН3)2-СООН

и 8 изомеров межклассовой изомерии:
- метиловый эфир масляной кислоты: CH3-CH2-CH2-COO-CH3
- метиловый эфир изомасляной кислоты: CH3-CH(CH3)-COO-CH3
- этиловый эфир пропионовой кислоты: CH3-CH2-COO-CH2-CH3
- пропиловый эфир уксусной кислоты: CH3-COO-CH2-CH2-CH3
- изопропиловый эфир уксусной кислоты: CH3-COO-CH(CH3)-CH3
- бутиловый эфир муравьиной кислоты: HCOO-CH2-CH2-CH2-CH3
- 2-метилпропиловый эфир муравьиной кислоты: HCOO-CH2-CH(CH3)-CH3
- 1-метилпропиловый эфир муравьиной кислоты: HCOO-CH(CH3)-CH2-CH3

Среди изомеров валериановой кислоты наибольшее значение имеет 3-метилбутановая кислота (изовалериановая кислота) СН3-CH(СН3)-СН2-СООН, которую получают из валерианового корня или синтетически. Она применяется для синтеза лекарственных веществ: валидола, бромурала и др., а также для химического синтеза рацематов аминокислоты валина.
В пищевой промышленности используют изоамиловый эфир изовалериановой кислоты (яблочная эссенция), также используется этиловый и пентиловый эфир валериановой кислоты.

## Физические свойства
Валериановая кислота — это бесцветная жидкость с неприятным запахом.

## Получение
По одному из известных лабораторных способов н-валериановую кислоту получают окислением амилового альдегида в присутствии гидроксида меди (II), при этом образуется оксид меди (I):
{\displaystyle {\ce {CH3(CH2)3CHO + 2Cu(OH)2->CH3(CH2)3COOH +Cu2O +2H2O}}}
В промышленности валериановую кислоту получают путём каталитического гидроформилирования бутена-1 с последующим окислением полученного альдегида до валериановой кислоты:
{\displaystyle {\ce {CH3CH2-CH=CH2 + CO + H2->[{t°, кат.}]CH3CH2CH2CH2CHO->[{[O]}]CH3(CH2)3COOH}}}

## Применение
Валериановая кислота содержится в некоторых седативных лекарственных препаратах, которые назначаются при повышенной нервной возбудимости, бессоннице, сердечных неврозах, спазмах кровеносных сосудов, гипертонии, мигрени, истерии, спазмах органов ЖКТ, почечной и печёночной коликах.

## Безопасность
Обладает резким неприятным запахом и вызывает рвотный рефлекс у человека. При попадании на кожу или слизистые оболочки может вызвать ожоги.
Валериановая кислота имеет низкое давление пара при нормальных условиях и не угрожает дыхательным путям.
Она может быть опасна водной фауне и флоре, поэтому при сливании должна быть сильно разбавлена.